# Liste der Monuments historiques in Sèvres
Die Liste der Monuments historiques in Sèvres führt die Monuments historiques in der französischen Gemeinde Sèvres auf.

## Liste der Bauwerke
| Bezeichnung                                | Beschreibung | Standort                                    | Kennzeichnung | Schutzstatus   | Datum     | Bild           |
| ------------------------------------------ | ------------ | ------------------------------------------- | ------------- | -------------- | --------- | -------------- |
| Collège arménien                           |              | 26, rue Troyon (Lage)                       | PA92000011    | Inscrit        | 2003      | weitere Bilder |
| École nationale de céramique               |              | 6, Grande-Rue (Lage)                        | PA00088174    | Classé         | 1994      | weitere Bilder |
| Kirche St-Romain                           |              | Rue de l’Eglise (Lage)                      | PA00088150    | Inscrit        | 1937      | weitere Bilder |
| Hôtel Montespan                            |              | 164, Grande-Rue (Lage)                      | PA00088151    | Inscrit        | 1974      |                |
| Haus                                       |              | 11, place de la Libération (Lage)           | PA00088153    | Inscrit        | 1986      |                |
| Haus                                       |              | 17, Grande-Rue (Lage)                       | PA00088152    | Inscrit        | 1987      |                |
| Maison Gravant                             |              | 14, rue Ville-d’Avray (Lage)                | PA00088154    | Inscrit        | 1977      |                |
| Maison des Jardies                         |              | 14, avenue Gambetta (Lage)                  | PA00088175    | Inscrit Classé | 1991 1995 | weitere Bilder |
| Manufacture des cristaux de la Reine       |              | 16, rue Troyon (Lage)                       | PA00088149    | Inscrit        | 1986      |                |
| Musée national de Céramique – Sèvres       |              | Rue de Saint-Cloud (Lage)                   | PA00088176    | Classé         | 1994      | weitere Bilder |
| Manufacture royale de porcelaine de Sèvres |              | Avenue Léon-Journault Rue Brongniart (Lage) | PA00088155    | Inscrit        | 1935      | weitere Bilder |

## Liste der Objekte
- Monuments historiques (Objekte) in Sèvres in der Base Palissy des französischen Kultusministeriums